# Svazek obcí Region Dolní Berounka
Svazek obcí Region Dolní Berounka je dobrovolný svazek obcí podle zákona v okresu Beroun a okresu Praha-západ, jeho sídlem jsou Dobřichovice a jeho cílem je celkový rozvoj mikroregionu, ÚP, infrastruktury, životního prostředí a cestovního ruchu. Sdružuje celkem 11 obcí.

## Obce sdružené v mikroregionu
- Hlásná Třebaň
- Karlštejn
- Srbsko
- Tetín
- Zadní Třebaň
- Všenory
- Dobřichovice
- Lety
- Karlík
- Řevnice
- Černošice